# 안드레아 카텔라니
안드레아 카텔라니(이탈리아어: Andrea Catellani, 1988년 5월 26일 ~ )는 이탈리아의 전 축구 선수이다. 현역 시절 포지션은 공격수였다.